# Hossam el-Wakil
Hossam Mohammed el-Wakil (in arabo حسام محمد الوكيل‎?; Alessandria d'Egitto, 19 luglio 1971) è un ex cestista egiziano.

## Carriera
Con l'Egitto ha disputato i Campionati mondiali del 1994.